# Piero Foà
Piero Pio Foà (Torino, 13 aprile 1911 – West Bloomfield, 12 novembre 2005) è stato un fisiologo e patologo italiano naturalizzato statunitense.

## Biografia
Piero Foà nasce a Torino il 13 aprile 1911 da una famiglia di illustri medici e professori universitari; suo padre è Carlo Foà, professore di Fisiologia umana all'Università degli Studi di Milano. Suo nonno è Pio Foà, professore di anatomia patologica all'Università degli Studi di Torino e senatore del Regno d'Italia. I Foà sono un'antica famiglia ebraica italiana originaria di Sabbioneta, dove nel XVI secolo Tobia Foà aveva aperto una nota tipografia.   
Piero Foà studia all'Università di Milano dove consegue la laurea in Medicina nel 1934 e il dottorato in Chimica nel 1938 e comincia la sua attività di ricerca. Nel 1938, in conseguenza della promulgazione delle leggi razziali fasciste, la famiglia Foà si trova costretta a lasciare l'Italia. il padre Carlo Foà, cacciato dall'Università di Milano, trova lavoro a San Paolo del Brasile, dove insegna Anatomia patologica all'Universidade de São Paulo. Piero invece si reca negli Stati Uniti dove prosegue le sue ricerche all'Università di Yale a New Haven nel Connecticut, e quindi all'Università del Michigan a Ann Arbor, nel Michigan. Nel 1941 sposa Naomi Levin, anch'essa una ricercatrice medica dell'Università del Michigan. Così anche quando il resto della famiglia Foà rientra in Italia dal Brasile nel dopoguerra, Piero decide di rimanere negli Stati Uniti dove diviene professore di Fisiologia e Farmacologia presso la Medical School dell'Università di Chicago. 
Nel 1962 Piero Foà si trasferisce a Detroit come primario al Sinai Hospital e professore di fisiologia presso la Wayne State University, dove lavorerà fino al suo pensionamento nel 1982. Il dottor Foa si distingue a livello internazionale per i suoi studi sul diabete, dimostrando come il glucosio stimoli la secrezione di insulina e l'ipoglicemia produca la secrezione di un altro ormone pancreatico chiamato glucagone. Per la attività di insegnamento e di ricerca riceve numerosi onori e riconoscimenti negli Stati Uniti e in Italia ed è invitato a tenere conferenze in Nord e Sud America, Spagna, Italia, Giappone, Svizzera e Nigeria.
A Detroit è ricordato non solo per la attività professionale ma anche per il suo impegno nella comunità ebraica e in quella italiana, come presidente della Società Dante Alighieri del Michigan. 
Nel 1994 affida ad una lunga intervista video-registrata la sua testimonianza sulle esperienze vissute dalla sua famiglie al tempo delle persecuzioni anti-ebraiche. L'intervista è conservata presso l'Holocaust Memorial Center del Michigan. 
Dal 1999, Wayne State University ha istituito una conferenza annuale in suo onore (The Piero P. Foa, M.D., Ph.D. Endowed Lectureship in the Department of Physiology).

## Scritti (scelta)
- Piero Foà, and Giorgio Galansino. Glucagon: Chemistry and Function in Health and Disease (Springfield, Ill., Thomas, 1962).
- Piero Foà, Jasbir S Bajaj, and Naomi Foà (eds). Glucagon : Its Role in Rhysiology and Clinical Medicine (New York : Springer-Verlag, 1977)
- Piero Foà, and Margo P Cohen. Hormone Resistance and Other Endocrine Paradoxes (New York : Springer-Verlag, 1987).
- Piero Foà, and Margo P Cohen. The Brain as an endocrine Organ (New York : Springer-Verlag, 1989).
- Piero Foà. Humoral factors in the regulation of tissue growth (New York : Springer-Verlag, 1993).
- Piero Foà. Ion channels and ion pumps: metabolic and endocrine relationships in biology and clinical medicine (New York : Springer-Verlag, 1994).